# Мортка (Лоза)

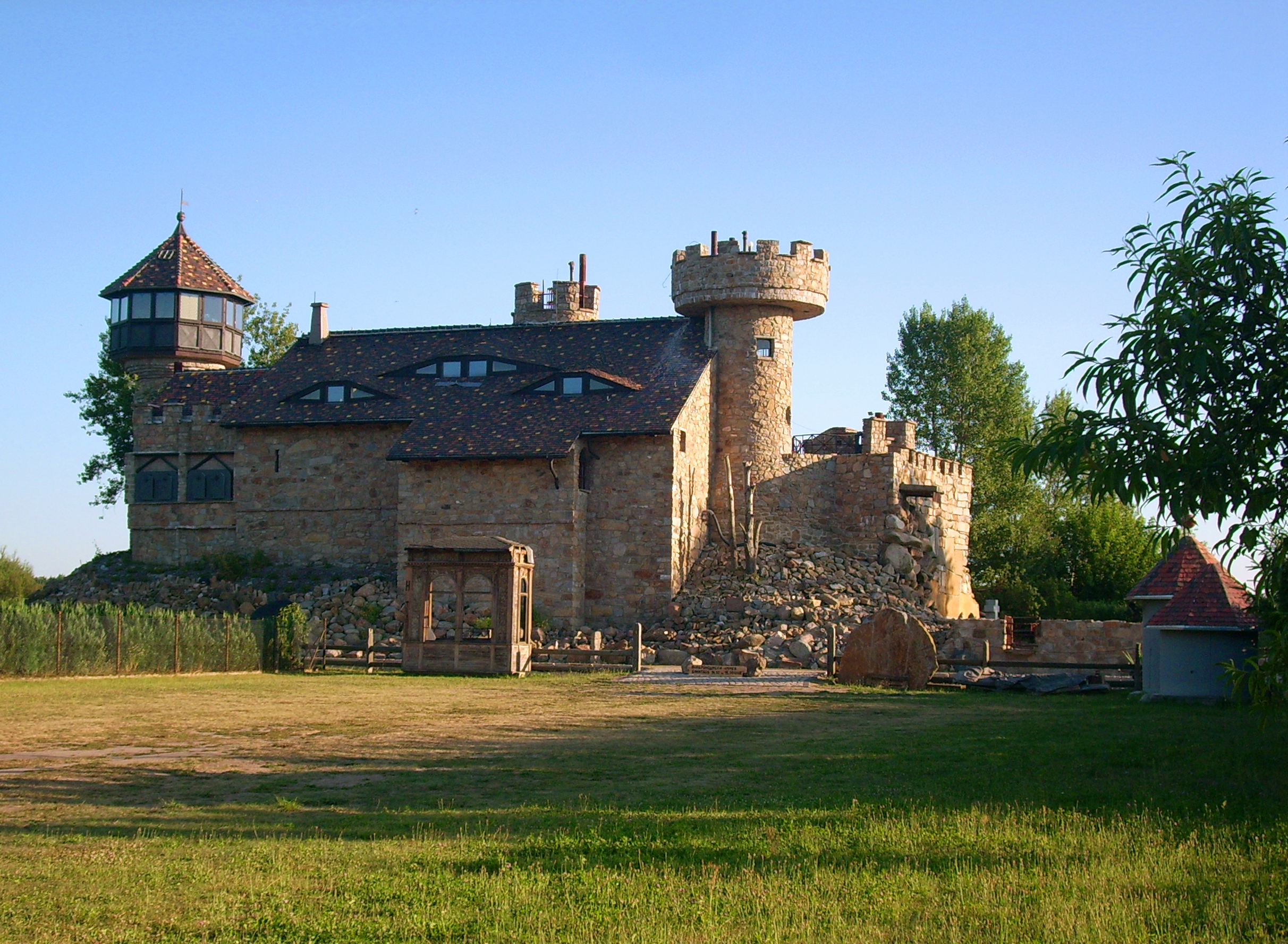

Мо́ртка или Мо́ртков (нем. Mortka; в.-луж. Mortkowо файле) — деревня в Верхней Лужице, Германия. Входит в состав коммуны Лоза района Баутцен в земле Саксония. Подчиняется административному округу Дрезден.

## География
Находится в южной части района Лужицких озёр примерно в пяти километрах на юго-запад от административного центра коммуны Лоза на противоположной стороне Мортковского озера. Через деревню проходит железнодорожная линия и на востоке от деревни — автомобильная дорога К9219.
Соседние населённые пункты: на юго-востоке — деревня Бедрихецы и на западе — деревня Коблицы.

## История
Впервые упоминается в 1359 году под наименованием Mortkaw. В годы нацистского режима называлась как Grube Ostfeld.
С 1957 по 1994 год входила в коммуну Личен. С 1994 года входит в современную коммуну Лоза.
В настоящее время деревня входит в состав культурно-территориальной автономии «Лужицкая поселенческая область», на территории которой действуют законодательные акты земель Саксонии и Бранденбурга, содействующие сохранению лужицких языков и культуры лужичан.
Исторические немецкие наименования.
- Mortkaw, 1359
- Mortekaw, 1400
- Mortkow, 1410
- Mortkau, 1546
- Mortka, 1548
- Mortka, 1791
- Grube Ostfeld, 1936—1947

## Население
Официальным языком в населённом пункте, помимо немецкого, является также верхнелужицкий язык.
Согласно статистическому сочинению «Dodawki k statisticy a etnografiji łužickich Serbow» Арношта Муки в 1884 году в деревне проживало 166 человек (из них — 166 серболужичан (100 %)).
Лужицкий демограф Арношт Черник в своём сочинении «Die Entwicklung der sorbischen Bevölkerung» указывает, что в 1956 году при общей численности в 209 человек серболужицкое население деревни составляло 51,7 % (из них верхнелужицким языком владело 81 взрослый и 27 несовершеннолетних).
| 1825 | 1871 | 1885 | 1905 | 1925 | 1939 | 1946 | 1950 | 1964 |
| ---- | ---- | ---- | ---- | ---- | ---- | ---- | ---- | ---- |
| 129  | 163  | 160  | 148  | 140  | 168  | 244  | 251  | 193  |